# Pseudoboodon
Pseudoboodon es un género de serpientes de la familia Lamprophiidae. Sus especies se distribuyen por África Oriental.

## Especies
Se reconocen las 4 especies siguientes:
- Pseudoboodon boehmei Rasmussen & Largen, 1992
- Pseudoboodon gascae Peracca, 1897
- Pseudoboodon lemniscatus (Duméril, Bibron & Duméril, 1854)
- Pseudoboodon sandfordorum Spawls, 2004